# Dangerous Attraction
Dangerous Attraction è il secondo album dei Lion, uscito il 21 luglio 1987 per l'Etichetta discografica Scotti Brothers Records.

## Tracce
1. Fatal Attractions – 4:16
2. Armed And Dangerous – 3:41
3. Hard And Heavy – 4:35
4. Never Surrender – 3:33
5. Death On Legs – 4:14
6. Power Love – 3:56
7. In The Name Of Love – 6:18
8. After The Fire – 4:43
9. Shout It Out – 5:21

### Traccia bonus
- 10. The Transformers (Theme)

## Formazione
- Kal Swan - voce
- Doug Aldrich - chitarra
- Jerry Best - basso
- Mark Edwards - batteria

### Altri musicisti
- Gary Falcone - cori
- Scot MacLahlan - cori
- Vicky Seeger - cori
- Pat Regan - tastiere